# Ectropis ikonda
Ectropis ikonda är en fjärilsart som beskrevs av Claude Herbulot 1981. Ectropis ikonda ingår i släktet Ectropis och familjen mätare. Inga underarter finns listade i Catalogue of Life.